# Ctenoscelis coeus
Ctenoscelis coeus là một loài bọ cánh cứng trong họ Cerambycidae.

## Hình ảnh

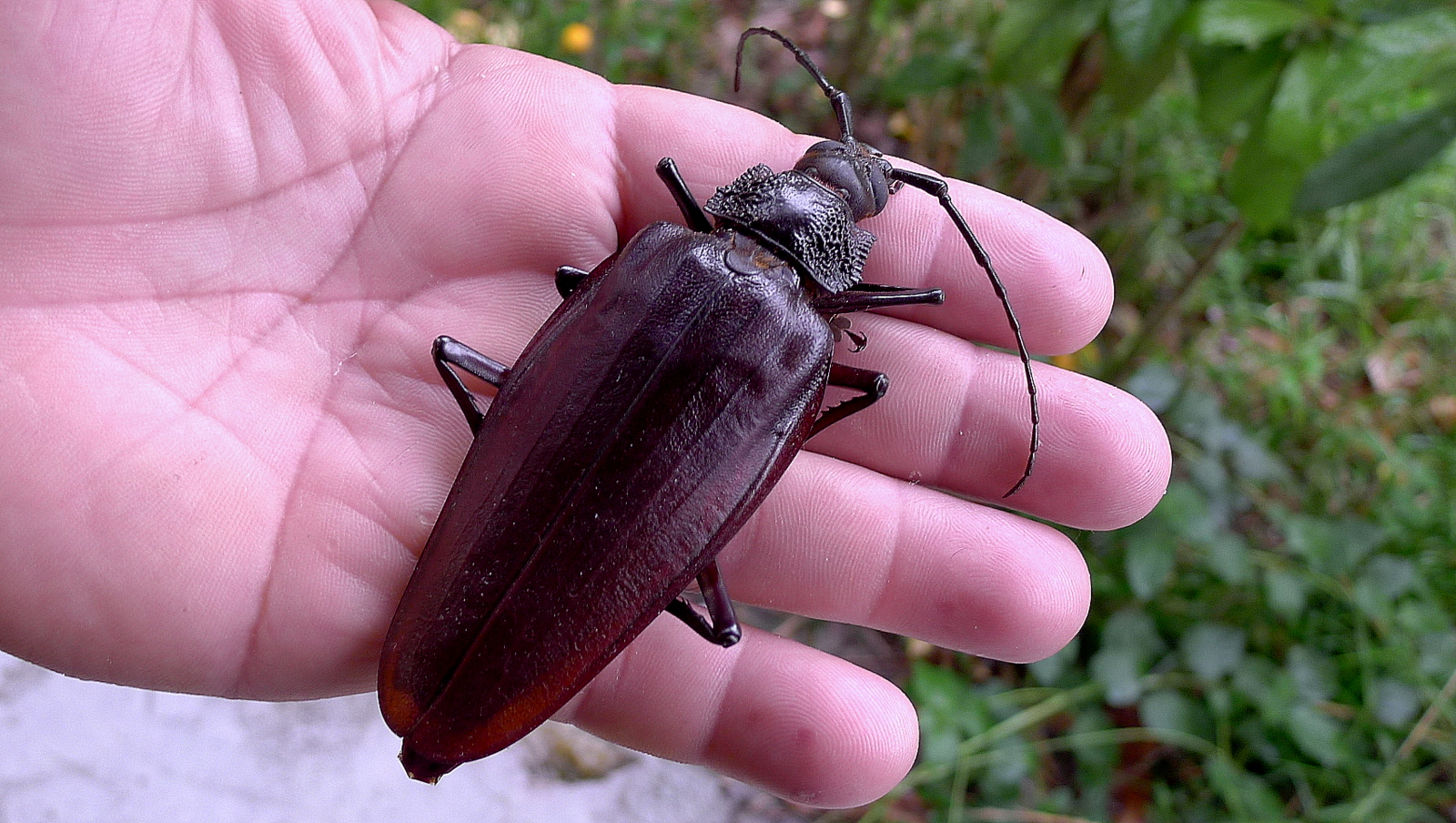
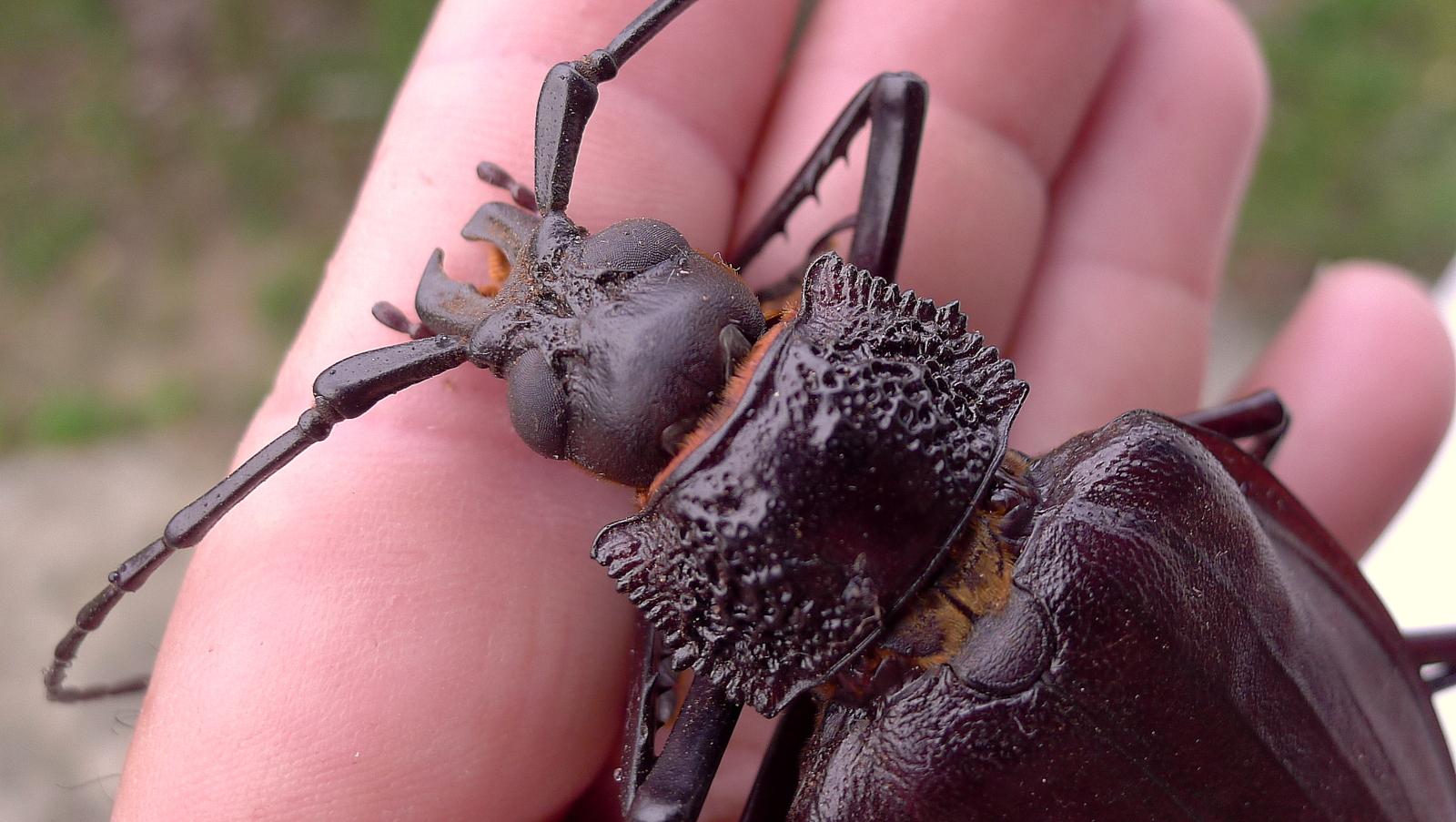
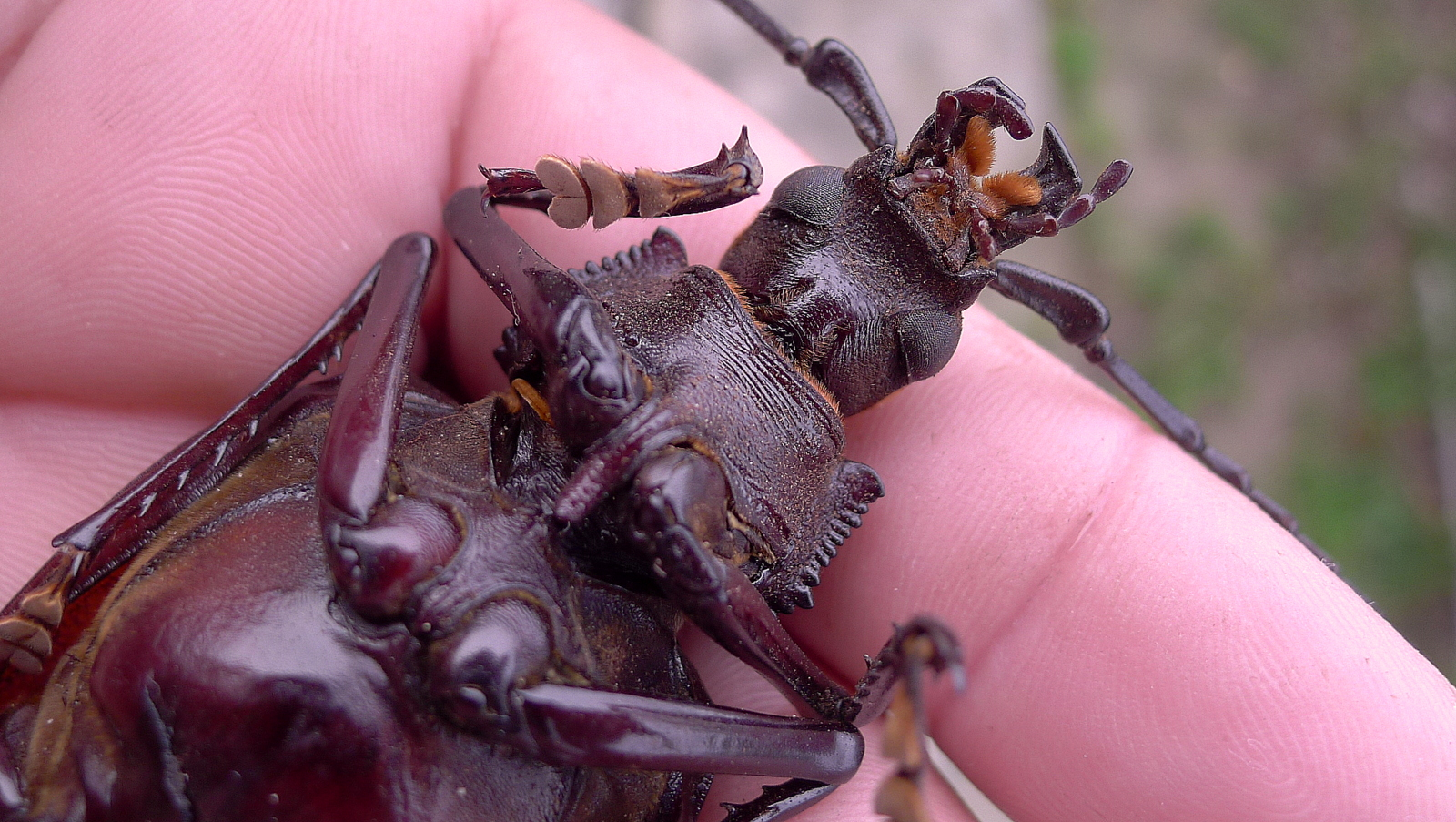
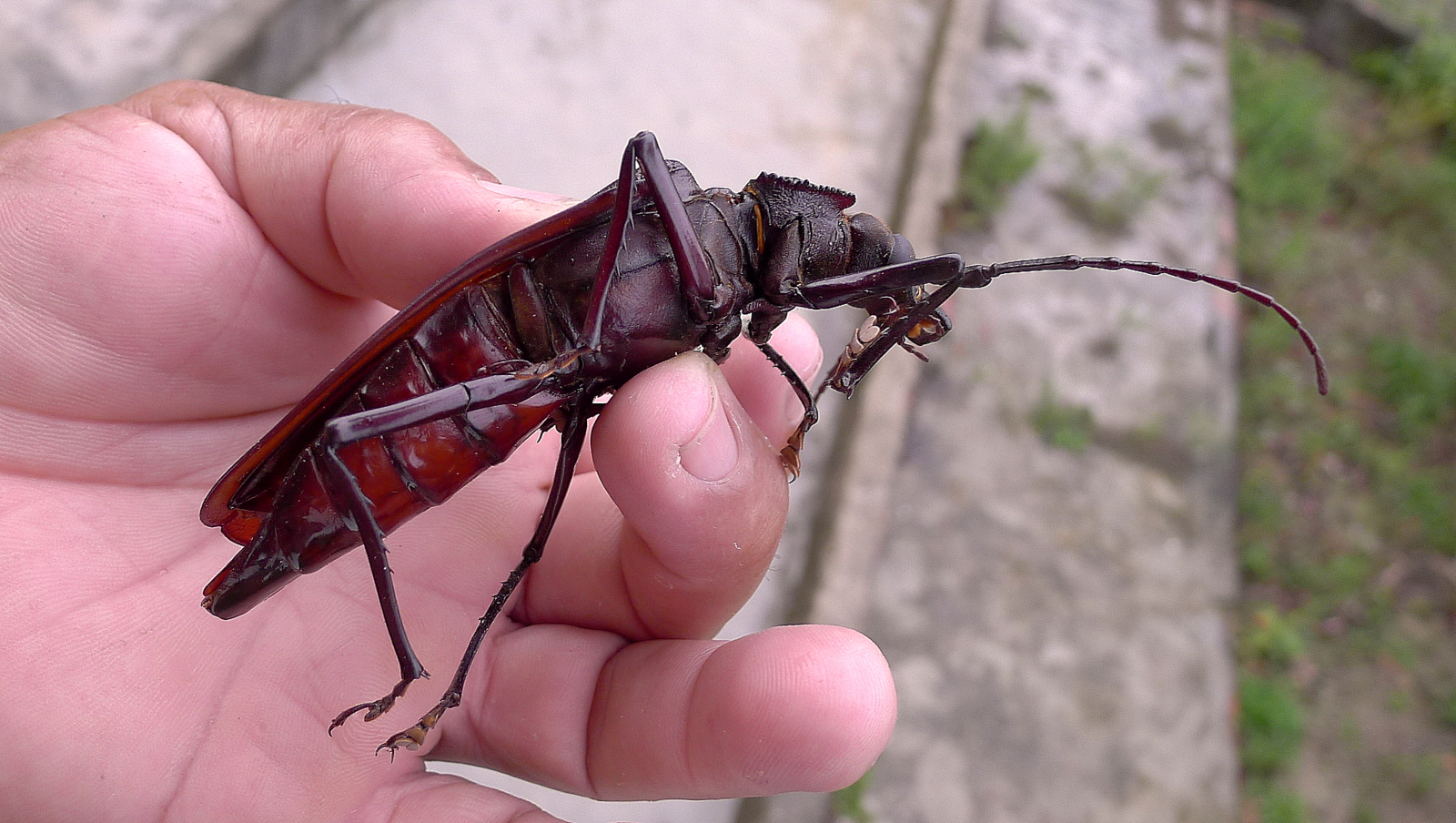